# À l'assaut du roi
À l'assaut du roi (盤上のポラリス, Banjō no porarisu) est un shōnen manga scénarisé par Minori Kiguchi et dessiné par Takahiro Wakamatsu, prépublié dans le Monthly Shōnen Magazine et publié par l'éditeur Kōdansha en quatre volumes reliés sortis entre mai 2015 et mai 2016. La version française est éditée par Kana en quatre tomes sortis entre août 2016 et mars 2017.

## Synopsis
Ippei, un petit garçon, rêve de vivre des aventures palpitantes. Lorsqu'une nouvelle camarade (Hime) arrive dans sa classe, il n'imagine pas l'aventure qu'il va vivre avec elle. Hime va lui faire découvrir les échecs.
Il s’avère qu’Ippei est très doué pour les échecs. Il va alors promettre à son amie de progresser chaque jour afin de pouvoir l'affronter d'égal à égal.
C’est le début d’une grande ascension dans le monde des échecs et d’une belle aventure humaine.

## Personnages
Ippei est le personnage principal du manga. Il rencontre Hime et a une nouvelle passion, les échecs
Hime est l'élève qui a fait connaître les échecs à Ippei
Ren est un garçon qu'Ippei a rencontré dans son club d'échecs. Il est aussi le champion junior d'échecs au Japon. Il semble parfait à l'extérieur mais il cache un comportement froid et orgeilleux à l'intérieur. Il devient très vite le rival de Ippei
Mme Arabé, la directrice du club d'échecs, apprends à Ippei les tactiques et les stratégies de base pour l'aider à améliorer son jeu. Elle donne souvent des cours particulier a Ren et Ippei

## Liste des volumes
| no | Japonais         | Japonais          | Français        | Français          |
| no | Date de sortie   | ISBN              | Date de sortie  | ISBN              |
| -- | ---------------- | ----------------- | --------------- | ----------------- |
| 1  | 15 mai 2015      | 978-4-06-371471-5 | 26 août 2016    | 978-2-5050-6687-3 |
| 2  | 17 août 2015     | 978-4-06-371480-7 | 4 novembre 2016 | 978-2-5050-6688-0 |
| 3  | 17 décembre 2015 | 978-4-06-392504-3 | 6 janvier 2017  | 978-2-5050-6689-7 |
| 4  | 17 mai 2016      | 978-4-06-392525-8 | 3 mars 2017     | 978-2-5050-6864-8 |

## Réception critique
Pour France Info, « rythmé, drôle et prenant, À l'assaut du roi nous initie peu à peu aux règles du jeu et on est bien loin de l'atmosphère tranquille des clubs d'échecs. Lors des parties, Ippei se transporte littéralement dans le jeu et sur le plateau, donnant ainsi une autre vision du jeu. Le graphisme, les personnages attachants et la présence de pages d'entraînement et d'explication, sont autant de bonnes raisons de se (re)mettre aux échecs ».